# Cetatea Münchhausen

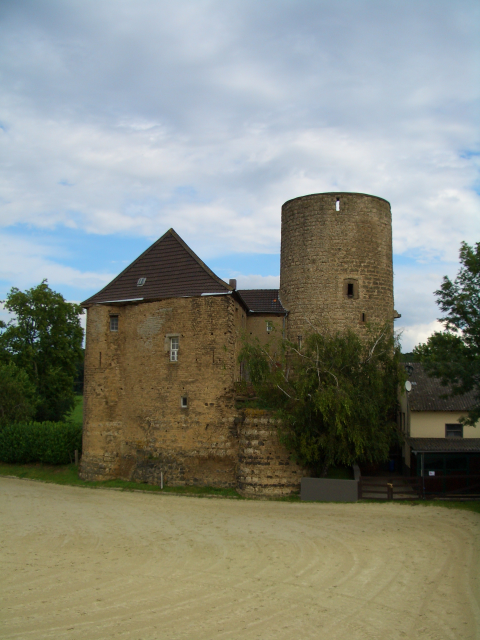
Cetatea Münchhausen

Cetatea Münchhausen este o cetate care a fost amintită deja în anul 893 în manuscrisele călugărilor benedictini din Abația Prüm din Eifel. Este situată la vest de comuna Wachtberg pe cursul lui Swist.
Cetatea este construită din tufuri vulcanice, care provin din apeductele romane care aprovizionau cu apă orașul Köln. La început cetatea a aparținut ordinului călugăresc din Prüm, ulterior va ajunge să fie proprietatea grofilor von Are-Hochstaden, ca în 1246 să aparțină de arhiepiscopatul din Köln (Kurköln). A fost folosită ca punct vamal pe „Drumul Încoronării” (Krönungsstraße) care exista din perioada carolingiană și lega localitățile Aachen de Frankfurt am Main. În 1525 Bartholomäus von der Leyen a cumpărat  Cetatea Münchhausen, pe care a folosit-o în scopul păstoritului. 
Azi cetatea este transformată într-un restaurant.
Coordonate: 50° 36′ 40″ N, 7° 2′ 40″ E